# كوزي توميتا
كوزي توميتا (باليابانية: 富田耕生؛ بالكانا: とみた こうせい) هو مؤدي صوت وممثل ياباني، ولد في 4 فبراير 1936 في محافظة طوكيو ‏ في اليابان.

## أعمال

### أفلام
- (1971) حيوانات جزيرة الكنز
- (1975) الحورية الصغيرة

### مسلسلات
- غيغيغي نو كيتارو

## وصلات خارجية
- الموقع الرسمي
- كوزي توميتا على موقع IMDb (الإنجليزية)
- كوزي توميتا على موقع ميوزك برينز (الإنجليزية)
- كوزي توميتا على موقع قاعدة بيانات الفيلم (الإنجليزية)
- كوزي توميتا على موقع ANN person (الإنجليزية)